# Быков, Владимир Леонидович
Влади́мир Леони́дович Бы́ков (26 ноября 1932 — 18 октября 2013) — советский дипломат. Чрезвычайный и полномочный посол.

## Биография
Окончил МГИМО (1957). Кандидат исторических наук. На дипломатической работе с 1957 года.
- В 1957—1972 годах — сотрудник посольств СССР в Польше, США, генконсульства СССР в Сан-Франциско, центрального аппарата МИД СССР.
- В 1972—1974 годах — первый секретарь, советник Посольства СССР в США.
- В 1974—1976 годах — заместитель постоянного представителя СССР при ЮНЕСКО в Париже.
- В 1976—1978 годах — на ответственной работе в центральном аппарате МИД СССР.
- В 1978—1984 годах — советник-посланник Посольства СССР в Великобритании.
- С 23 мая 1984 по 22 июня 1987 года — чрезвычайный и полномочный посол СССР в Новой Зеландии и по совместительству — в Тонга и Западном Самоа[1].

## Дипломатический ранг
Чрезвычайный и полномочный посол.

## Награды
- Медаль «В память 850-летия Москвы».
- Медаль «Ветеран труда».